# Ellateptus telotortus
Ellateptus telotortus är en mångfotingart som beskrevs av Chamberlin 1941. Ellateptus telotortus ingår i släktet Ellateptus och familjen Spirostreptidae. Inga underarter finns listade i Catalogue of Life.